# Mortefontaine (Oise)
Mortefontaine település Franciaországban, Oise megyében. Lakosainak száma 859 fő (2022. január 1.). Mortefontaine Thiers-sur-Thève, Othis, Fontaine-Chaalis, Plailly, Ver-sur-Launette, Saint-Witz és Moussy-le-Neuf községekkel határos.

## Népesség
A település népességének változása:
| Lakosok száma | 822  | 837  | 875  | 854  | 863  | 868  | 875  | 884  | 859  |
|               | 2013 | 2015 | 2016 | 2017 | 2018 | 2019 | 2020 | 2021 | 2022 |